# Sláva Otci
Sláva Otci (latinsky Gloria Patri) je jedna z nejpoužívanějších modliteb v katolických, pravoslavných i v mnoha protestantských církvích. Jedná se o oslavu Svaté Trojice připojená na konec různých modliteb, žalmů a hymnů, jedna z forem tzv. doxologie. 

## Historie
Modlitba vznikla v řečtině patrně v prostředí nejstarší církve. Druhá část římskokatolické („jako byla na počátku...“) varianty vznikla v 5. století v západní Evropě jako protest proti arianismu.

## Západní forma
Užívané v rámci západního křesťanství (Římskokatolická církev). 
Sláva Otci i Synu i Duchu svatému,
jako byla na počátku, i nyní i vždycky a na věky věků.
Amen.

### Latinská verze
Gloria Patri, et Filio, et Spiritui Sancto,
Sicut erat in principio, et nunc, et semper, et in sæcula sæculorum.
Amen.

## Východní forma

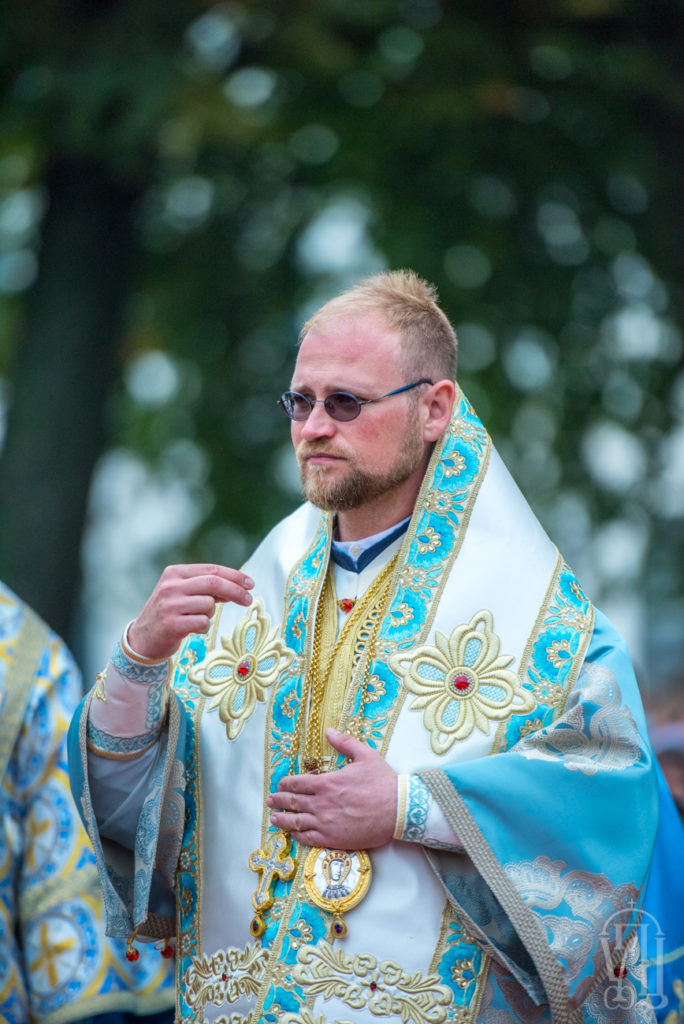
Arcibiskup Jiří činí znamení kříže během liturgie při zvolání Sláva Otci

Užívané v rámci východního křesťanství (Pravoslaví, Řeckokatolická církev).
Sláva Otci i Synu i Svatému Duchu
nyní i vždycky a na věky věků. Amen.